# Суперкубок Ісландії з футболу 1984
Суперкубок Ісландії з футболу 1984 — 16-й розіграш турніру. Матч відбувся 12 травня 1984 року між чемпіоном і володарем кубка Ісландії клубом Акранес та фіналістом кубка Ісландії клубом Вестманнаейя.
| Володар Суперкубка Ісландії 1984 |
| -------------------------------- |
|                                  |
| Вестманнаейя Другий титул        |

## Матч

### Деталі
| 12 травня 1984 |

| Вестманнаейя | 2:1      | Акранес |
| ------------ | -------- | ------- |
|              | Протокол |         |

| Мелаволлур, Рейк'явік |